# 孔聖米克洛什區

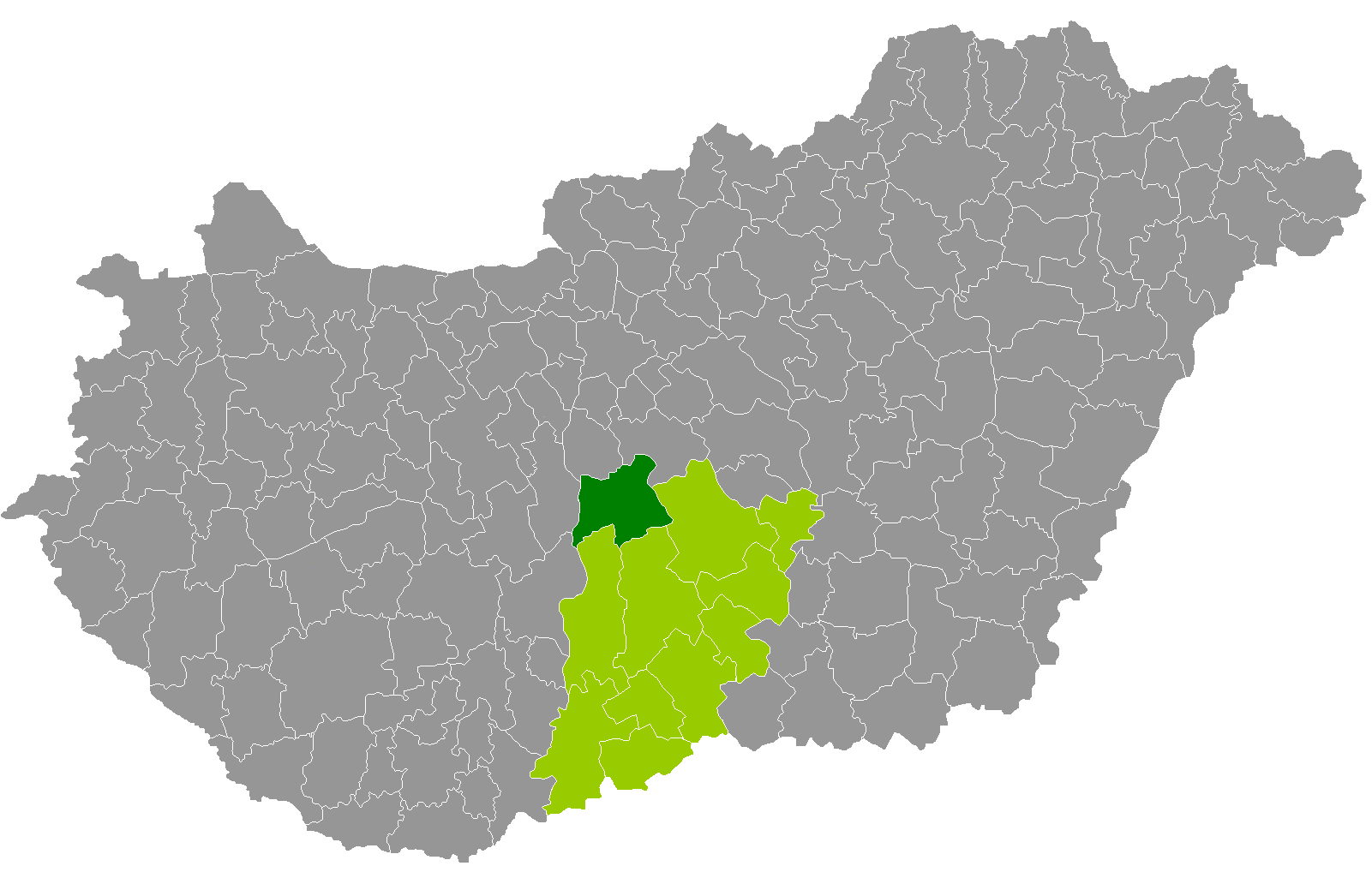

孔聖米克洛什區（匈牙利語：Kunszentmiklósi járás），是匈牙利巴奇-基什孔州的一個区，位於該國南部，区府設於孔聖米克洛什，面積770平方公里，2011年人口29,998，人口密度每平方公里39人。